# Przemijający atak niedokrwienny
Przemijający atak niedokrwienny (łac. ischaemia cerebri transitoria, ang. transient ischemic attack, TIA) – krótkotrwałe (do 24 godzin) i przemijające wystąpienie objawów uszkodzenia mózgu na skutek zaburzeń krążenia mózgowego. 
Pojęcie to oznacza wystąpienie niedokrwiennego udaru mózgowego (lub też może bardziej ściśle – przejściowego niedokrwienia tkanki nerwowej) którego objawy wycofują się całkowicie w ciągu krótkiego czasu, zazwyczaj w ciągu kilku, kilkunastu minut. Zakłada się, że czas trwania tych objawów może maksymalnie wynosić 24 godziny. TIA jest często bagatelizowany przez osoby, które tego doświadczają, tymczasem stanowi wyraźny wskaźnik kłopotów ze zdrowiem, jakie w przyszłości mogą doprowadzić do powstania pełnego udaru mózgu, a tym samym, wystąpienia inwalidztwa.
Obecnie szacuje się, że po pierwszym epizodzie TIA u 10,5% osób wystąpi udar mózgu w ciągu najbliższych 3 miesięcy, a u połowy z nich, udar pojawi się w ciągu 2 lat.
Wystąpienie udaru jest bardziej prawdopodobne, jeśli:
- wiek pacjenta wynosi powyżej 60 lat (1 punkt)
- ciśnienie tętnicze jest wyższe niż 140/90 (1 punkt)
- występują jednostronne objawy ruchowe (2 punkty)
- występuje afazja (1 punkt)
- objawy trwają powyżej 1 godziny (2 punkty) lub poniżej 1 godziny (1 punkt)
- współistnieje cukrzyca (1 punkt)

Im większa liczba punktów (maksymalna liczba wynosi 8), tym ryzyko wystąpienia udaru jest większe.
TIA wymaga wykonania badań diagnostycznych w celu ustalenia przyczyny – bowiem udarom mózgu można do pewnego stopnia zapobiegać – co może być wykonane z poziomu ambulatorium, jednak w najczęstszych przypadkach może wymagać hospitalizacji. Obecnie wielu badaczy jest skłonnych klasyfikować TIA (i podobne zjawisko – przejściową amnezję globalną, TGA) odrębnie w stosunku do udarów.
W badaniu EXPRESS (Existing Preventive Strategies for Stroke) wykazano, że szybka diagnostyka i zastosowanie leczenia opartego w zależności od wskazań na:
- stosowaniu aspiryny i klopidogrelu
- acenokumarolu (lub innego leku antykoagulacyjnego) w przypadku migotania przedsionków
- statyn
- leków hipotensyjnych w przypadku nadciśnienia tętniczego
- leczenie zabiegowe w obrębie tętnic szyjnych

pozwala obniżyć 90-dniowe ryzyko wystąpienia udaru mózgu o 80%
Przyczyny i objawy są podobne jak w udarze mózgu.